# Фердинанд Савойский-Генуэзский
Фердина́нд Саво́йский-Генуэ́зский (итал. Ferdinando di Savoia-Genova), или Фердина́нд Гу́мберт Фили́пп Адальбе́рт Саво́йский-Генуэ́зский (итал. Ferdinando Umberto Filippo Adalberto di Savoia-Genova; 21 апреля 1884, Турин, Королевство Италия — 24 июня 1963, Бордигера, Италия) — представитель Генуэзской ветви Савойского дома. Князь Удине в 1904—1931 годах. Герцог Генуэзский в 1931—1963 годах. Сенатор Королевства Италия в 1905—1946 годах.
Адмирал (1934) флота Королевства Италия. Участник Итало-турецкой (1911—1912), Первой мировой и Второй мировой войн. Кавалер Высшего ордена Святейшего Благовещения (1904), ордена Святых Маврикия и Лазаря, ордена Короны Италии, военного ордена Савойи (1919) и Мальтийского ордена.

## Биография

### Ранние годы
Родился в Турине 21 апреля 1884 года. Он был старшим сыном и первым ребёнком в семье Томаса Савойского-Генуэзского, герцога Генуэзского и Изабеллы Баварской. По отцовской линии приходился внуком Фердинанду Савойскому, герцогу Генуэзскому и Елизавете Саксонской. По материнской линии был внуком Адальберта Баварского и Амелии Филиппины Испанской.
В 1901 году поступил в Военно-морскую академию, которою окончил в 1904 году со званием гардемарина. В том же году, король Витторио Эмануэле III присвоил ему титул принца Удинского, как первенцу в семье герцога Генуэзского. Военную подготовку принц проходил на борту бронепалубных крейсеров, защищенные «Америго Веспуччи» и «Калабрия». На последнем он отплыл из Венеции 4 февраля 1905 года в кругосветное путешествие, которое завершилось 3 февраля 1907 года. На обоих крейсерах принц заносил записи в официальный бортовой журнал.

### Военная карьера
Принимал участие в военных действиях во время итало-турецкой войны 1911 — 1912 годов. Уже в звании капитана командовал эсминцем во время Первой мировой войны. Он был награждён военным орденом Савойи за взятие Эхинадских островов и получил две серебряные медали «За воинскую доблесть».
В мае 1917 года принц был назначен главой военной комиссии, отправленной итальянским правительством США. Комиссия, в которую в числе прочих входили Гульельмо Маркони и Франческо Саверио Нитти, прибыла в США для решения ряда вопросов, касавшихся двухсторонних отношений. В ноябре 1930 года принц представлял короля Витторио Эмануэле III на коронации Хайле Селассие I, императора Эфиопии. Унаследовал титул герцога Генуэзского после смерти отца 15 апреля 1931 года.
В 1927 году ему было присвоено звание контр-адмирала, в 1934 году — адмирала. Герцог Генуэзский был поставлен главнокомандующим вооружёнными силами королевства в Верхней Адриатике. В 1923 году основал Итальянскую федерацию водно-моторного спорта и был избран её первым президентом.

### Личная жизнь
C 1933 по 1937 год герцог Генуэзский состоял во внебрачных отношениях с Анной Марией Кайс, графиней ди Пьерлас-Мочениго. В Турине 28 февраля 1938 года он сочетался браком с Марией Луизой Алльяга-Гандольфи (11.10.1899 — 19.07.1986), дочерью Карло Гандольфи, графа Рикальдоне, Боргетто, Монтегроссо и Порназио и Эммы Терезы Луизы Кавалли. Детей в браке не было.

### Поздние годы
Герцог Генуэзский держался далеко от двора и не принимал участия в политике. Он старался вести незаметную для публики жизнь, в отличие от своих кузенов из Аостской ветви. Единственной его страстью было море.
В 1946 году, после упразднения монархии в Италии, поселился в Португалии рядом с изгнанным королём Умберто II. Впоследствии герцог Генуэзский смог вернуться в Италию и поселился в городке Бордигера, в Лигурии. Здесь он продолжил вести тихую уединенную жизнь.
Принц Фердинандо Умберто Фелиппо Адальберто Савойский, 3-й герцог Генуэзский умер в Бордигера 24 июня 1963 года. Его похоронили в фамильном склепе Савойской династии в базилике Суперга.

## Награды
Кавалер Высшего ордена Святейшего Благовещения с 3 декабря 1904 года. Кавалер Большого креста ордена Святых Маврикия и Лазаря. Кавалер Большого креста ордена Короны Италии. Кавалер военного ордена Савойи с 9 февраля 1919 года. Бальи Большого креста чести и преданности Мальтийского ордена. Во время Первой мировой войны был награждён двумя серебряными медалями «За воинскую доблесть».